# ニュートン (雑誌)
『ニュートン』（Newton）は、ニュートンプレスから刊行されている日本の月刊・科学雑誌。
2024年3月現在、発売日は毎月26日（26日が日曜日の場合は25日）、定価は1,190円（税込）。

## 概要
1981年に教育社より、同年東京大学教授を退官した竹内均を編集長に迎えて創刊された。米国の『ナショナルジオグラフィック』誌にアイデアを借りたもので、わかりやすい文章と、視覚に訴える鮮明なイラストが特徴で、類似誌の『日経サイエンス』（サイエンティフィック・アメリカン日本版）よりも幅広い読者層を対象としている。
創刊号は1981年7月号で、当時の定価は800円。創刊号からの定期購読者には、非売品の「0号」が配布された。創刊当時の発行部数は40万部といわれ、その後の一般向け科学雑誌ブームの先駆けとなった。
1990年代に科学雑誌が相次いで休刊・廃刊に追い込まれたが、本誌は生き残った。
1997年、ニュートンの営業権は教育社から関連会社のニュートンプレス（旧・教育社出版サービス）に移管された。
創刊から編集長を務めた竹内が2004年4月に死去し、翌年（2005年）から元宇宙航空研究開発機構宇宙科学研究本部教授の水谷仁が編集長に就任、2016年3月に退任した。日本の他、中国・台湾・韓国などで出版されている。2014年11月号で創刊400号を迎えた。
しかし、ニュートンプレスは2017年に当時の社長が出資法違反の容疑で逮捕されたことによる経営悪化により、民事再生法を申請・倒産し、2020年に民事再生を終了させて再建した。その3年後の2023年10月5日、朝日新聞社の出版部門である朝日新聞出版はニュートンプレスの全株式を取得し、子会社化したことを発表した。朝日新聞出版の前身である朝日新聞出版局はかつてニュートンの競合誌である『科学朝日』（2000年休刊）を発行していたため、朝日新聞出版としては23年振りに科学雑誌の発行が復活することになった。

## 連載
- NEWTON SPECIAL - メイン特集記事。毎月一つのテーマについて特集。
- SCIENCE SENSOR - 科学に関する世界中の最新の研究や報告を紹介。
- 身近な“？”の科学 - 日常生活で遭遇する身近な現象について、分野を問わず解説。

## 姉妹誌
Newton別冊・ムック
ニュートンで取り上げた記事について、ある一つのテーマに絞り大幅に内容を追加したうえ編集し直したもの。
Newton International Edition（終了）
2012年5月より配信を開始した、iPad用の電子書籍。紙媒体のニュートンとは異なる独自の編集をしている。「指と眼と耳で楽しむ」をモットーとしており、動画の視聴や指でタッチして動かせる図など、iPadの特性を取り入れた編集がなされている。しかし制作や配信・公開に利用しているアドビ システムズ社のシステムが終了することに伴い、2019年6月17日をもって公開を終了した。
Kindle版Newton
Kindleストアを通じて購入できる電子書籍。紙媒体のニュートンのメイン特集記事をそのまま電子書籍化している。同じ号に掲載された他の記事については掲載されていない。
Newton Digital Books
App Storeから購入出来る電子書籍。雑誌一つ一つがアプリとして独立している。2016年2月29日に公開を終了。

## ニュートンプレスをめぐる問題
2017年2月17日、ニュートンプレスの元社長と別会社の社員1人が出資の受入れ、預り金及び金利等の取締りに関する法律（出資法）違反で山口県警察に逮捕された。山口県警によれば、2014年12月から2016年3月にかけてニュートンの定期購読者266名に対して出資を募り総額で7億円を違法に集め、その多くをニュートンプレスの運営資金に使用したとされる。山口地方検察庁は2017年3月10日に、ニュートンプレスの元社長を起訴し、別会社の社員を不起訴処分とした。2017年6月22日にニュートンプレスの元社長に対する第一審判決が山口地方裁判所で行われ、裁判長はニュートンプレスの元社長に対し、懲役2年・執行猶予3年・罰金100万円の有罪判決を言い渡した。
2017年2月20日、発行元であるニュートンプレスが東京地方裁判所に民事再生手続を申し立て、即日保全命令を受けたことを、同年2月24日に民事再生手続開始決定を受けたことをそれぞれ発表。民事再生手続申請当日にニュートンプレスは、「雑誌を維持、存続させることが、課された社会的使命と考え、全力で再建に臨みたい」とのコメントを出した。なお、民事再生手続きの3日前に起きた元社長の逮捕が原因での申し立てではない。2017年9月20日、東京地方裁判所から再生計画が認可されたことを明らかにした。